# Björnklammen
Björnklammen är en sjö i Säffle kommun i Värmland och ingår i Göta älvs huvudavrinningsområde. Sjön är 18 meter djup, har en yta på 1,65 kvadratkilometer och är belägen 146,2 meter över havet. Sjön avvattnas av vattendraget Ysjöälven. Vid provfiske har bland annat abborre, gers, gädda och lake fångats i sjön.

## Delavrinningsområde
Björnklammen ingår i det delavrinningsområde (658609-131470) som SMHI kallar för Utloppet av Björnklammen. Medelhöjden är 217 meter över havet och ytan är 31,55 kvadratkilometer. Det finns inga avrinningsområden uppströms utan avrinningsområdet är högsta punkten. Ysjöälven som avvattnar avrinningsområdet har biflödesordning 4, vilket innebär att vattnet flödar genom totalt 4 vattendrag innan det når havet efter 255 kilometer. Avrinningsområdet består mestadels av skog (91 procent). Avrinningsområdet har 2,09 kvadratkilometer vattenytor vilket ger det en sjöprocent på 6,6 procent.

## Fisk
Vid provfiske har följande fisk fångats i sjön:
- Abborre
- Gärs
- Gädda
- Lake
- Löja
- Mört
- Nors